# Рефлексологія (психологія)
Рефлексоло́гія (від рефлекс і д-гр. λογος — вчення) — напрямок російської та радянської психології в першій половині XX ст., виник як спроба побудови об'єктивного дослідження поведінки людини та тварин.
Назва з'являється в роботах В. М. Бехтерєва «Общие основы рефлексологии» (1918), «Коллективная рефлексология» (1921) та ін. Основною задачею науки було проголошено опис та пояснення поведінки людини на основі рефлексів. У теоретичних побудовах широко застосовувалися знання з фізіології організму та центральної нервової системи. Рефлекси розглядались як об'єктивне явище, викликане впливом середовища.
 Витоками рефлексології можна вважати роботи І. М. Сєченова («Рефлекси головного мозку») та І. П. Павлова. Зокрема, їм належить ідея застосовувати уявлення про рефлекси до явищ духовного та суспільного життя («всі акти свідомого і несвідомого життя за способом походження суть рефлекси» — Сєченов, «рефлекс цілі», «рефлекси рабства та свободи» — Павлов).
 У 20-ті роки рефлексології протистояла, зокрема, культурно-історична теорія Л. С. Виготського.
Попри всі недоліки (редукціонізм, механіцизм), рефлексологія активно розвивалась до початку 30-х рр. Її застосування впроваджувалися в педагогіці, проводилось викладання в вишах. Дискусія початку 30-х рр. в гуманітарних науках, яку вели партійні функціонери і яка закінчилась утисками, розгромом ряду наукових шкіл та напрямків, не оминула й Р.: викладання, дослідження були припинені. Послідовники Бехтерєва після обрядів зречення та самокритики продовжили кар'єру вже як вірні прибічники павловського учення (Б. Г. Ананьєв, А. Г. Іванов-Смоленський та інші).
Близьким до радянської Р. на Заході був напрямок біхевіоризм.